# NGC 3563B
NGC 3563B (другие обозначения — MCG 5-27-13, KCPG 277B, NPM1G +27.0305, ZWG 156.14, KCPG 277A, PGC 34012) — галактика в созвездии Лев.
Этот объект не входит в число перечисленных в оригинальной редакции «Нового общего каталога» и был добавлен позднее.